# Profundidad de penetración de London

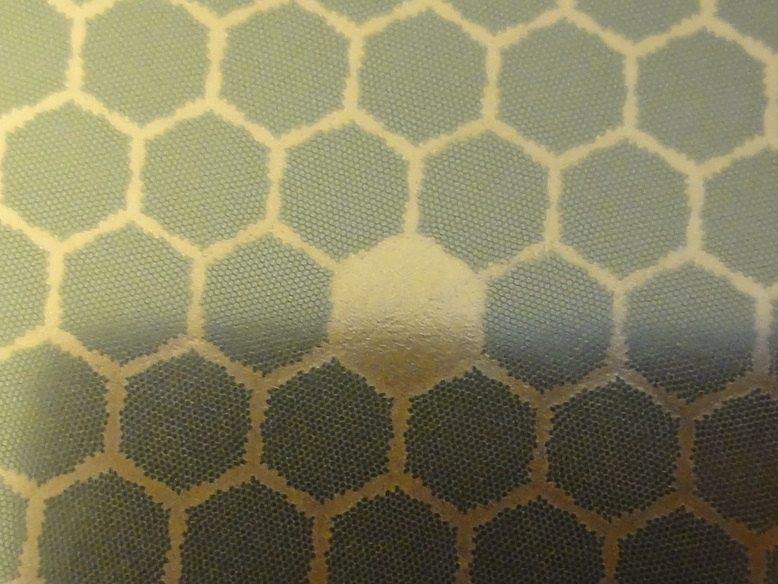
Sección transversal de un cable superconductor.

En superconductores, la profundidad de penetración de London (generalmente denotada como {\displaystyle \lambda } o {\displaystyle \lambda _{L}}) caracteriza la distancia a la que un campo magnético penetra en un superconductor y se vuelve igual a {\displaystyle e} -1 veces el del campo magnético en la superficie del superconductor. Los valores típicos de {\displaystyle \lambda _{L}} oscilan entre 50 y 500 nm. 
La profundidad de penetración de Londres resulta de considerar la ecuación de London y la ley circuital de Ampère. Si se considera un semiespacio superconductor, es decir, superconductor para x>0, y un campo magnético externo débil B0 aplicado a lo largo de la dirección z en el espacio vacío x<0, entonces dentro del superconductor el campo magnético está dado por 
{\displaystyle B(x)=B_{0}\exp \left(-{\frac {x}{\lambda _{L}}}\right),}
{\displaystyle \lambda _{L}} puede verse como la distancia a través de la cual el campo magnético se convierte en {\displaystyle e} veces más débil. La forma de {\displaystyle \lambda _{L}} se encuentra por este método para ser 
{\displaystyle \lambda _{L}={\sqrt {\frac {m}{\mu _{0}nq^{2}}}}},
para portadores de carga de masa {\displaystyle m}, densidad numérica {\displaystyle n} y cargar {\displaystyle q}. 
La profundidad de penetración se determina por el superfluido densidad, que es una cantidad importante que determina Tc en superconductores de alta temperatura. Si algunos superconductores tienen algún nodo en su brecha energética, la profundidad de penetración en 0 K depende del campo magnético porque la densidad del superfluido cambia por el campo magnético y viceversa. Por lo tanto, mediciones precisas y exactas del valor absoluto de la profundidad de penetración en 0 K son muy importantes para comprender el mecanismo de la superconductividad a alta temperatura. 
La profundidad de penetración de London se puede medir mediante espectroscopía de espín muónico cuando el superconductor no tiene una constitución magnética intrínseca. La profundidad de penetración se convierte directamente de la tasa de despolarización del espín del muon en relación con la cual σ(T) es proporcional a λ2(T). La forma de σ(T) es diferente con el tipo de brecha de energía superconductora en la temperatura, por lo que esto indica inmediatamente la forma de la brecha de energía y nos da algunas pistas sobre el origen de la superconductividad.